# الحيلة (بروم ميفع)

تعديل مصدري - تعديل

الحيلة هي إحدى قرى عزلة ميفع بمديرية بروم ميفع التابعة لمحافظة حضرموت، بلغ تعداد سكانها 394 نسمة حسب تعداد اليمن لعام 2004.